# Zoran Stefanović
Zoran Sztefanovity (szerbül Зоран Стефановић) (Loznica, 1969. november 21. –) szerb író, kiadó, nemzetközi kulturális aktivista. A Belgrádi Tudományegyetem, Művészeti akadémia Drámai szakán 1994-ben szerzett diplomát. Belgrádban él.
A Szerbiai Színműírók Szövetségének elnöke (2022).

## Alkotás
Alkotásainak legnagyobb része a fantasztikum világába tartozik:  színdarabokban („Szláv Orpheusz”, „Priča o kosmičkom jajetu – Mese a kozmikus tojásról”), képregényekben („Treći argument – Harmadik érv” Milorad Pavić „Pod vučjim žigom – A farkas bélyegzője alatt” meséje alapján), prózai művekben („Verigaši – Megbilincseltek” regény) valamint filmen és televízióban („Uske staze – Keskeny ösvények”) egyaránt.
Alkotásainak egy másik része dokumentációs jellegű. Ilyen a „Janusovo lice istorije – A történelem Janus arca” TV-sorozat, vagy a „Život Koste Hakmana – Kosta Hakman élete” és a „Muzika tišine – A csend dallama” filmek.

## Kulturális munka
Műveit eddig makedón, román, szlovén, angol, francia, lengyel, orosz, fehérorosz és magyar nyelvre fordították.
Több nemzetközi kultúrhálózat és kiadói projekt alapítója, melyek közül kiemelkedik: „Projekat Rastko” (digitális könyvtárhálózat), „Distribuirani korektori Evropa” (a kulturális örökség nemzetközi digitalizációja), „Projekat Gutenberg Evropa” (a nyilvános digitális könyvtár beta változata).
Nem csak az internet világában, 1993-tól aktív számos nemzetközi kulturális, tudományos és kiadó projekteben, elsősorban a Jugoszláv utódállamokban, Romániában, Bulgáriában, Ukrajnában, Oroszországban, Lengyelországban beleértve az eurázsiai nemzeti kisebbségek és törzsek kulturális örökségének megőrzését is. Nikos Valkanosszal és másokkal együtt a „Balkán kulturális hálózata” megalapítója.
Mint társadalmi munkás, minden erejével a „nyílt forrás” filozófia és „a minden civilizált társadalom alapjaként” a tudás szabadsága védelmezője.

## Díjak
Úgy is mint író, dramaturg és szövegkönyvíró és mint kiadó is nemzeti és nemzetközi szinten is többszörösen kitüntetett, beleértve a háromszor kapott a Szerbiai informatikusok társaságának éves kitüntetését és a tízszer kapott YU Web Top 50 (SR Web Top 50) elismerést.

## Bibliográfia
Színházi és rádiós darabok
- Ostrvska priča, 1987
- Vikend sa Marijom Broz, 1990
- Slovenski Orfej, 1992
- Skaska o kosmičkom jajetu, 1992
- Tačka susreta, 1992
- Sneg nije beo, 2009
- Valcer za Olgu, 2018[2]

Drámakönyvek
- Slovenski Orfej i druge drame, „Znak Sagite“, Beograd, 1995

Regények
- Verigaši, roman o Našima, „Everest Media“, Beograd, 2012

Képregények
- Treći argument Milorad Pavićval és Zoran Tucić karikaturistával
  - szerb és angol albumok, „Bata“ i „Orbis“, Beograd, i „Sveti Sava“, Limasol, 1995
  - angol Heavy Metall Magazine, New York, 1998/1999/2000
- Pod vučjim žigom, karikaturista Antoan Simić
  - Stripmania, magazin, Belgrád, 1996
- Knez Lipen, karikaturista Siniša Banović
  - Parabellum, magazin, Szarajevó, 2012

A képregény története és esztétikája
- Стрипови које смо волели: избор стрипова и стваралаца са простора бивше Југославије у XX веку, критички лексикон, коауторски са Живојином Тамбурићем, Здравком Зупаном и Полом Граветом, Омнибус, Београд, 2011 (српски и енглески)

## Válogatott filmográfia
Forgatókönyvíró
- Pozdravi one koji pitaju za mene, dokumentumfilm, 1987 (Zoran Djordjevic munkatársa a forgatókönyvben)
- Ars longa, vita brevis, kisjátékfilm, 1991
- Slovenski Orfej, a darab adaptációja, 1992
- Janusovo lice istorije 1-3, dokumentumfilm-sorozat, 1993. Társíró Srdjan V. Sztojancsev
- Uske staze, kisjátékfilm, 1995
- Životi Koste Hakmana, dokumentumfilm, 2005
- Muzika tišine, dokumentumfilm, 2011
- Zvona Save Lozanića, dokumentumfilm, 2017

Termelő
- Moj mrtvi grad, dokumentumfilm, 2000
- Životi Koste Hakmana, dokumentumfilm, 2005
- Muzika tišine, dokumentumfilm, 2011

Öntvény
- Ларго Винч, 2008.

## Referencia
1. ↑  Stojanović, Milica. “Izabrana uprava Udruženja dramskih pisaca Srbije, novi predsednik je Zoran Stefanović” Archiválva 2023. február 5-i dátummal a Wayback Machine-ben, Drama.org.rs, 2023
2. ↑  Руско позориште у Београду: „Валцер за Олгу – Представљање драме о кнегињи Олги Романовој, несуђеној царици“, Пројекат Растко — Русија, 28. децембар 2018.

## Külső linkek
- Пројекат Растко, српски портал међународне мреже
- Стефановић, Зоран. Словенски Орфеј, двојезични сајт посвећен драми номинованој за Prix Europa, Берлин, 2002
- Стефановић, Зоран. Скаска о космичком јајету, драма, 1992
- {Urbański, Andrzej} – {Zoran w Belgradzie} – {Reportaż, Korespondencja z ojcem}- # 9, 2008
- Музика тишине Archiválva 2011. augusztus 30-i dátummal a Wayback Machine-ben, сајт дугометражног документарног филма о деци оштећеног слуха која уче пантомиму (2009)
- Животи Косте Хакмана, информације о дугометражном документарном филму (2006)
- Зоран Стефановић – биографија